# Хълм на освободителите (природна забележителност)
Вижте пояснителната страница за други значения на Хълм на освободителите.
Хълм на освободителите е природна забележителност в Пловдив. Площта ѝ е 22,0 ha.
Обявена е на 12 януари 1996 г. с цел запазване на ландшафта на уникални геоморфоложки образувания – част от тепетата в Пловдив.
На територията на природната забележителност се забраняват:
- всякакво строителство, с изключение на предвиденото в плановете за управление на природните забележителности, както и поддържане на съществуващи сгради, алеи, паркови и инфраструктурни съоръжения;
- разрушаване и изземване на скални маси;
- унищожаване или увреждане на естествената и парковата растителност;
- безпокоене на птиците, вземане на яйцата и малките им, разрушаване на гнездата;
- палене на огън;
- паша на домашни животни.[1]